# إشراط تقليدي
الإشراط التقليدي (بالإنجليزية: Classical conditioning) أو الاستجابي (بالإنجليزية: respondent conditioning) مصطلح في علم النفس السلوكي يصف شكل من أشكال التعلم الترابطي، حيث يكتسب منبه خارجي معين القدرة على استحضار استجابة الفرد الخاصة بمنبه آخر. ظهر المصطلح على يد عالم النفس الروسي إيفان بافلوف عام 1903، وقام جون واطسون فيما بعد بدراسته على الأطفال.

## مفاهيم نظرية الإشراط التقليدي

### مفاهيم أساسية
- ردة فعل (Reflex): استجابة آلية منذ الولادة (غير مكتسبة) لكائن حي تحدث بعد مثير معين.[7]
- المثير غير الشرطي (Unconditional Stimulus): هو أي مثير فعال يؤدي إلى إثارة أية استجابة غير متعلمة منتظمة.
- الاستجابة غير الشرطية (Unconditional Response): وهي الاستجابة الطبيعية والمؤكدة التي يحدثها وجود المثير الغير شرطي.
- المثير الشرطي (Conditional Stimulus): المثير الذي يكون محايداً؛ أي لا يولد استجابة متوقعة في بادئ الأمر. ولكن من خلال تواجده قبل المثير غير الشرطي، أو في نفس الوقت معه فإنه يصبح قادراً على إحداث الاستجابة الشرطية. ومن بين مقومات المثير الشرطي أنه ينبغي أن يكون حدثاً يقع ضمن نطاق مدى إحساس الكائن المراد إشراطه، كما أنه لا ينبغي أن يكون له أي خصائص قبل الإشراط شأنها أن تؤدي إلى إحداث الاستجابات.
- الاستجابة الشرطية (Conditioned Response): الانعكاس المتعلم الجديد والذي يحدث نتيجة اقتران المثير الشرطي مع المثير الغير شرطي.[9]

### مفاهيم أخرى
- التنبيه أو الاستثارة(Excitation): خاصية باكتسابها يصبح المثير الشرطي قادراً على استدعاء الاستجابة الشرطية، ويحدث بعد اقترانه مع المثير غير شرطي.
- الكف (Inhibition): المضاد لمبدأ التنبيه، ويعني فشل مثير سبق أن تمت عملية إشراطه في استدعاء مثير غير شرطي مما يؤدي إلى انطفاء الاستجابة الشرطية.
- تعميم المثير (Stimulus generalization): الاستجابة لعدد من المثيرات المتشابهة بطريقة واحدة دون القدرة على الانتقاء السليم فيما بينها، ويكون ذلك عادةً في مراحل الإشراط الأولية.
- التمييز (Discrimination): قدرة الكائن الحي في التمييز بين المثيرات المناسبة والمثيرات غير المناسبة، وبالتالي يأخذ في الاستجابة بصورة انتقائية لمثيرات معينة ويمتنع عن الاستجابة للمثيرات غير المعززة.
- الانطفاء (Exitinction): انخفاض في الاستجابة للمثير الشرطي حتى توقفها، وذلك نتيجة تكرر ظهوره بدون ملازمة المثير غير الشرطي.[9]

## تجربة بافلوف
من خلال دراسة بافلوف للجهاز الهضمي صمم جهازًا تُرَاقب به كمية اللعاب السائل من فم الكلب عندما يوضع الطعام في فمه مراقبة مباشرة. ونحو عام 1902 لاحظ بافلوف أن الكلاب التي يجري عليها تجاربه كانت تبدأ بإفراز لعابها بمجرد رؤيتها للحارس الذي يقدم لها الطعام، بل وحتى بمجرد سماعها لخطوات قدميه قبل أن يصل الطعام إلى أفواهها فعلاً. أدرك بافلوف أن رؤية الحارس لم تكن المثير الطبيعي للانعكاسات اللعابية ولكن رؤية الحارس قد أصبحت من خلال تعود الكلاب على تلك الإشارة؛ أي صوت خطوات الأقدام؛ التي تستهدي بها على قرب وصول الطعام. سرعان ما أدرك بافلوف أنه اكتشف ظاهرة لا بد أن يكون لها أهمية كبيرة في مساعدة الكائن الحي على التكيّف مع ظروف بيئته وعلاوة على ذلك فقد وجد في اكتشافه الجديد طريقة لدراسة الدماغ دون المساس به.

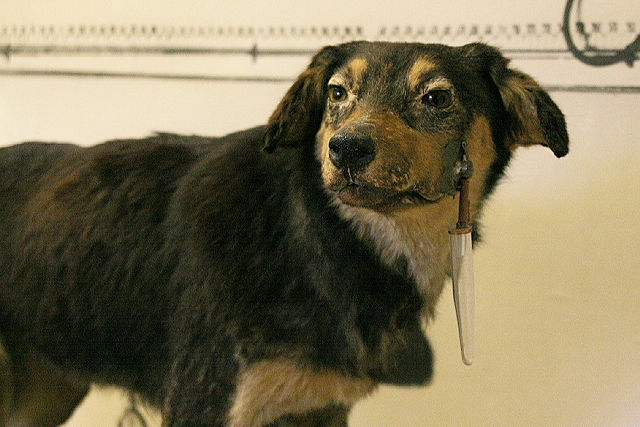
أحد كلاب بافلوف، متحف بافلوف، روسيا. أنبوب وقارورة جمع لعاب جمع من جراحة البلعوم.

أجرى بافلوف تجربته من خلال وضعه لكلب في جهاز للتجارب، أمهله بعض الوقت ليتكيف مع الجو المحيط به ومع الجهاز. بعد أن تأقلم الكلب مع ظروف التجربة قام بافلوف بتشغيل بندول إيقاع جعله يدق مرة لمدة نصف دقيقة. في هذا الوقت كان يوضع مسحوق اللحم في فم الكلب حيث يؤدي ذلك إلى إفراز اللعاب. أعيد تكرار هذه العملية بصورة مستمرة مرة كل 15 دقيقة حتى أخذ لعاب الكلب يسيل خلال فترة نصف الدقيقة قبل تقديم مسحوق اللحم، الذي أطلق عليه تسمية المثير غير الشرطي. كما أطلق على صوت البندول الذي كان الكلب يبدأ في إفراز اللعاب عند سماعه اسم المثير الشرطي وسمى إفراز اللعاب استجابة لهذا الصوت بالاستجابة الشرطية.
بعد أن تأكد بافلوف من ثبات ودقة إجراءاته المخبرية بدأ يُدخل تنويعات على تجربته الأصلية،  فقام بإجراء تجربته من ثلاث مراحل:  في المرحلة الأولى أعطى الكلاب طعام وقام بقياس كمية اللعاب في فم الكلاب . فالطعام كان مثير غير الشرطي، واللعاب كان استجابة غير الشرطية. في المرحلة الثانية قام بإسماع الكلاب صوت جرس قبل تقديم الطعام، كرّر بافلوف هذه العملية عدّة مرات. ي المرحلة الثالثة قام بإسماع الكلاب صوت الجرس بدون تقديم طعام، فتسبب وحده في إسالة لعاب الكلاب توقعاً منها أن الطعام قادم. أي أن الجرس الذي شكل استثارة مشروطة جاء قبل الطعام، الاستثارة غير مشترطة، وأدى إلى استجابة غير مشروطة أي اللعاب.
في نهاية التجربة كان الجرس الُمسبب لاستجابة اشتراطية؛ أي اللعاب . في التجربة شكَّل الطعام استثارة غير مشروطة، واللعاب كان استجابة غير مشروطة، كونه رد فعل طبيعي فمنذ الولادة يسيل للكلب لعاب عند رؤية الطعام. وبذلك نجح بافلوف في أن يعلم الكلب الربط بين ظهور الطعام وصوت الجرس فأنتج رابط بين استثارة غير مشروطة، الطعام، لاستثارة مشروطة، أي الجرس. تعلَّم الكلب خلال التجربة أن يسيل لعابه عند سماع صوت الجرس .

## تجربة ألبرت الصغير
قام بها جون واطسون بمعاونة مساعدته وزوجته روازلي راينر عام 1920، بهدف إظهار إمكانية تطبيق نظرية الإشراط التقليدي لإشراط الخوف من الفئران البيضاء عند صبي يبلغ من العمر 11 شهراً، أُطلق عليه اسم ألبرت الصغير. قام واطسون بوضع فأر أبيض أمامه، فحاول الطفل تلقائياً لمس الفأر حيث لم تكن لديه أي مخاوف مسبقة من الفأر الأبيض. أمر واطسون مساعديه بالطرق على قضيب حديدي في كل مرة يحاول ألبرت فيها لمس الفأر، وكرر التجربة حتى اقترن الصوت المزعج بالفأر الأبيض. بعدها وضع الفأر أمام الطفل مرة أخرى دون الصوت المزعج، فلوحظ أن ردة فعل الطفل الصغير قد تحولت إلى بكاء وفزع بمجرد رؤية الفأر. كذلك توّلد لدى ألبرت خوف من أي شيء له ملمس الفراء كالحيوانات ذات الفراء والدمى، وهو ما يسمى بظاهرة التعميم.
دعمت تجربة واطسون الرأي القائل بأن المرض النفسي سلوك متعلم، مكتسب من البيئة لا وراثي. وأثبتت التجربة إمكانية إحداث خلل أو اضطراب بصورة تجريبية، كما وإمكانية علاج هذا الاضطراب عن طريق قواعد علم النفس والعلاج النفسي السلوكي . يذكر أن التجربة أثارت انتقادات أخلاقية، إضافة إلى أنها أكسبت الطفل مخاوف لم يكن يعاني منها من قبل .

## في الثقافة
- في مسلسل المكتب، يحاول جيم تطبيق مبادئ الإشراط التقليدي على دوايت، زميله في العمل، بإعطاءه قطعة حلوى في كل مرة تُسمع فيها نغمة إعادة تشغيل الحاسوب. ينجح جيم في إشراط الحلوى بالنغمة وبعد عدة محاولات يمد دوايت يده لتناول الحلوى من جيم فوراً بعد سماع النغمة.
- في مسلسل فرايجر، يقوم الطبيب فرايجر بخدعة مستغلاً مبادئ الإشراط التقليدي.[13]
- يقوم ديرين براون في الحلقة الثالثة من برنامجه التجارب باستخدام الإشراط التقليدي لجعل الشخص الآخر يشعر بالذنب فور سماعه لصوت الجرس.[14]